# Tochisaurus magnodens
Tochisaurus magnodens es la única especie conocida del género extinto  Tochisaurus   (“lagarto avestruz”) es un género de dinosaurio terópodo trodóntido, que vivió a finales del período Cretácico, en la época del Maastrichtiense, en lo que es hoy Asia. Tochisaurus es un trodóntido conocido solo por los metatarsianos II, III, IV, que se estima que llegó a medir alrededor de 3 metros de largo y 0,8 de alto, pesando cerca de los 50 kilogramos. Se caracteriza por la superficie proximal de los metatarsianos inclinada y una fuerte reducción del metatarsiano II lo que sugiere que la garra metatarsiana no era particularmente grande.
El holotipo fue encontrado en 1948 por una expedición soviético-mongola en la Formación Nemegt, en el desierto de Gobi cerca de Omnogov, Mongolia. En 1987 este hallazgo fue reportado por Sergei Kurzanov lo describió como un terópodo indeterminado y Halszka Osmólska en el mismo año lo identificó como un trodóntido. En 1987 Osmolska sugirió que era un espécimen de Borogovia.
Más tarde Osmólska entendió que sería una especie nueva para la ciencia. Junto a Kuraznov en 1991 lo denominaron formalmente como Tochisaurus nemegtensis. El nombre del género se deriva del término mongol toch', "avestruz", en referencia al hecho de que el pie, como el de esa ave, era funcionalmente didáctilo, es decir, solo dos dedos soportaban el peso del animal. El nombre de la espeice por su parte se refiere al Nemegt. Los autores notaron la mayor reducción del extremo distal del metatarsiano II, y se diferencia de Saurornithoides junior por la inclinación de la superficie proximal de los metatarsianos y que son más estrechos, sin embargo no fue comparado con  S. mongolensis.
El fósil holotipo es el espécimen PIN 551-224, que fue hallado en una capa de la Formación Nemegt, la cual data de inicios del Maastrichtiense, de cerca de 69 millones de años de antigüedad. Consiste solamente de un metatarsiano izquierdo, el primero conocido para un trodóntido asiático. Falta el primer metatarsiano. La parte superior del fósil muestra algo de daño el cual fue restaurado originalmente de manera inexperta.
Tochisaurus era un dinosaurio bípedo. El metatarso tenía una longitud de 242 milímetros, lo que indica que era un trodóntido relativamente grande. El segundo metatarsiano, de 222 milímetros de largo, está muy reducido y es estrecho. La superficie de la parte superior del metatarsiano tiene una pendiente hacia adelante y hacia abajo.
Basándose en estos fósiles parciales, se piensa que Tochisaurus era un miembro de la familia Troodontidae.